# カルロス2世 (ナバラ王)

カルロス2世の紋章

カルロス2世（Carlos II, 1332年10月10日 - 1387年1月1日）は、ナバラ王（在位：1349年 - 1387年）、エヴルー伯（シャルル、Charles, 在位：1343年 - 1387年）。「邪悪王（伯）、悪人王」（スペイン語：el Malo、フランス語：le Mauvais）と呼ばれる。ナバラ王フェリペ3世（エヴルー伯フィリップ・デヴルー）とナバラ女王フアナ2世（ジャンヌ、フランス王ルイ10世の娘）の子。ロングヴィル伯フィリップ、ボーモン伯ルイの兄。

## 生涯

### ジャン2世への反抗
父からエヴルー伯領を、母からピレネー山麓のナバラ王国の他にコタンタン半島の一部やモルタン伯領、ヴェクサンにあるポントワーズやボーモン・シュール・ワーズやアスニエール・シュール・ワーズなど（1328年に母がフランス王位請求権及びシャンパーニュとブリーとの引替に取得していた）を相続した。カルロス2世はルイ10世の女系の孫であり、長い間フランス王位を取り戻すことを熱望していた。エヴルー家はフィリップ3世の男系の子孫であり、ヴァロワ家が断絶した場合は最有力の後継候補であった。
カルロス2世は上記の理由に加え、姉ブランシュがフランス王フィリップ6世の後妻だったこともあり、初めは懐柔のためフランス宮廷で育てられた。フィリップ6世の息子ジャン2世もこの方針を受け継ぎ、1352年に娘ジャンヌ（スペイン語名フアナ）をカルロス2世に娶らせたが、カルロス2世の方は徐々にフランス王位の野心をあらわにした。
1354年1月8日、カルロス2世はノルマンディーの所領を接収に来たジャン2世の代官で王軍司令官シャルル・ド・ラ・セルダ（シャルル・デスパーニュとも呼ばれた）をレーグルで暗殺するように弟フィリップに指示したと推測されている（暗殺の原因は、カルロス2世に与えられるはずだったアングレーム伯領を1350年にジャン2世のお気に入りであったラ・セルダが受け取ったからとも、扱いがラ・セルダの下になったことに腹を立てたからだとも言われている）。報復にジャン2世はエヴルーとナバラに侵攻、カルロス2世もイングランド王エドワード3世に接触してジャン2世の反撃を防いだ結果、イングランドとナバラの提携を恐れたジャン2世とカルロス2世との間でマント条約が結ばれ、カルロス2世はラ・セルダ暗殺事件を不問にされ、ボーモン・ル・ロジェ伯領とコタンタン半島を獲得してノルマンディーの領土を拡大した。

### イングランドの同盟と破棄
しかし、約束が履行されなかったためイングランドと同盟を結んだだけでなく、ジャン2世に断りなくシャルル王太子（後のシャルル5世）と接触したことがジャン2世の逆鱗に触れ、1356年4月5日にカルロス2世はジャン2世に捕らえられアルル城へ幽閉された。だが9月19日のポワティエの戦いでジャン2世がイングランドの捕虜になった後、1357年11月9日にパリ商人頭で三部会の実権を握るエティエンヌ・マルセルら支持者達により釈放された。この百年戦争の間、カルロス2世はパリで叛乱を起こしたマルセルの誘いを受けたり、イングランドと同盟したりと不穏な動きが多かったが、ジャックリーの乱に対しては鎮圧に動いた貴族の1人でもある。1358年にマルセルの手引きでパリ城代（将軍とも）となったが、麾下の軍が略奪を働いたためパリ市民の怒りを買い逃亡、マルセルも7月31日に不満を抱いた市民に殺害されパリは王太子が制圧、フランスの主導権を奪われたカルロス2世は1359年8月21日に王太子とポントワーズ条約を結び、イングランドと手を切るしかなかった。
1361年、従弟であるブルゴーニュ公フィリップ1世の早世により、カルロス2世は長系相続者としてブルゴーニュ公位を要求した。彼は1306年に亡くなっているロベール2世の長女マルグリットの孫であったためである。しかし、公位はより血統の近いマルグリットの妹ジャンヌの息子であるジャン2世に渡り、ブルゴーニュ公領は王領となり、やがてジャン2世の末子でシャルル5世の弟フィリップ2世へ譲られた。
1364年、カルロス2世はブルゴーニュ公領の相続に異議を唱え自分への継承をシャルル5世に訴えた。再びイングランドと同盟を結んでいたため強気に出ていたのだが、5月16日、イングランド・ナバラ連合軍はノルマンディーに攻め入ったフランスの傭兵隊長ベルトラン・デュ・ゲクランにコシュレルの戦いで敗れたため、1365年のサン＝ドニ条約でフランス王位請求権を放棄し、同年3月にシャルル5世とアヴィニョンで条約を結びブルゴーニュ公位も放棄した。内容はノルマンディーのセーヌ川下流域にカルロス2世が持つ所領、つまりムラン＝アン＝イヴリーヌ、マント及びロングヴィル伯領（イングランドからパリに侵攻するためのルートに当っていた）を放棄する代わりに、シャルル5世がモンペリエ（南仏）の街とその領主権をカルロス2世に与えることになった。ロングヴィル伯位はこの後ゲクランに与えられた。

### フランスとの対立と断念
以後もフランスへの反抗を繰り返し、第一次カスティーリャ継承戦争では1366年にイングランドのエドワード黒太子およびカスティーリャ王ペドロ1世とリブルヌで同盟を結びナバラ国内のイングランド軍通行を認めた。ナバラは往復するイングランド軍の略奪に苦しめられつつ、黒太子が1367年のナヘラの戦いでフランスが支援するエンリケ2世（ペドロ2世の異母兄）に勝利したが、戦後黒太子はペドロ1世と仲違いして引き上げ、孤立したペドロ1世が1369年にモンティエルの戦いでエンリケ2世に討ち取られたため無駄になった。
1371年に一旦シャルル5世と和睦するも、1378年にシャルル5世とエンリケ2世の暗殺を謀りまたもイングランドと密約を結んだことがフランスに発覚、息子のカルロス（後のカルロス3世）はフランスに拘留、ノルマンデイーの領土をシャルル5世の命令を受けたゲクランに次々と奪われ、モンペリエも没収された。翌1379年にはカスティーリャからも攻められナバラを占領され劣勢に陥り、3月のブリオレス条約で両国と対イングランド同盟を結んだ。こうしてフランス王位を最終的に諦めざるを得なかった。
1387年に事故により焼死した。

## 家族
妃ジャンヌ（フアナ）との間には7人の子が生まれた。
- マリー（マリア、1360年 - 1400年） - ガンディア公アルフォンソ（アラゴン王ハイメ2世孫）妃
- シャルル（カルロス、1361年 - 1425年） - ナバラ王カルロス3世、エヴルー伯
- ボンヌ（ボナ、1364年 - 1389年?）
- ピエール（ペドロ、1366年 - 1412年） - モルタン伯、1411年にアランソン伯ピエール2世娘カトリーヌと結婚。
- フィリップ（フェリペ、1368年 - ?）
- ジャンヌ（フアナ、1370年 - 1437年） - 最初はブルターニュ公ジャン4世妃。夫と死別後にイングランド王ヘンリー4世と再婚。
- ブランシュ（ブランカ、1372年 - 1385年）

愛人が以下2人おり、各々1人ずつ庶子がいた。
カトリーヌ・ド・リザロ（カタリナ・デ・リサロ）
- レオネル（1378年 - 1413年）- 騎士であり、ムルサバル・デ・アンディオン子爵。エピファニア・デ・ルナと非政略結婚。愛人との間に産まれたと推定される5人の子をもうけている。

カトリーヌ・ド・エスパルザ（カタリナ・デ・エスパルサ）
- ジョアンナ（ ホアナ、1378年頃 - 1413年）1397年にルルド城主のビゴール伯ジャン・ド・ベアルンと結婚。夫ジャンは義父であり主君のカルロス2世の忠実な家臣となり、1381年よりムリージョ・エル・フルート領主に任じられた。